# Willibert
Willibert (mort le 11 septembre 889 à Cologne) fut archevêque de Cologne de 870 à sa mort.

## Biographie
Willibert, élu le 16 janvier de l'an 870, sur la nomination du roi Louis II de Germanie,, par le clergé et par le peuple, archevêque de Cologne, et sacré le jour même de son élection malgré lui, suivant les « Annales de Metz », par Liutbert, archevêque de Mayence, fut rejeté par le pape Adrien II, ainsi qu'Hilduin son compétiteur, parce qu'il était monté sur le siège de Cologne, avant qu'il eût été déclaré vacant par le saint siège.
Les choses restèrent en cet état pendant le reste du pontificat d'Adrien, et de la vie de Gontier, qui suivit de près Adrien au tombeau. Le pape Jean VIII, qui vint ensuite, voyant l'obstacle levé par la mort de Gontier, confirma la nomination de Willibert, parce qu'elle avait été ratifiée par une élection libre du clergé et du peuple, et en conséquence lui envoya, l'an 873, le pallium. L'année suivante, Willibert présida, le 26 septembre, avec les archevêques de Trêves et de Mayence, à un concile national, assemblé, par ordre de Louis le Germanique, à Cologne ; et, le lendemain, il dédia, en présence du concile, sous le titre de saint Pierre, son église cathédrale, commencée par Hildebold, l'un de ses prédécesseurs, et achevée par lui-même.
On reprit ensuite les sessions du concile, où l'on traita du partage des biens ecclésiastiques entre les divers membres du clergé, de la fondation du monastère virginal d'Asniden, et d'autres objets. L'an 876, Willibert fut envoyé par Louis le Germanique, avec les comtes Adalard et Meingaud, auprès de Charles le Chauve, qui venait de se faire couronner empereur à Rome, pour réclamer une partie du royaume de feu Louis II dit le Jeune. Mais Charles, qu'il vint trouver à Ponthion, le 4 juillet, n'ayant point voulu en tendre aux propositions qu'il lui fit, il revint sans avoir rien fait, et trouva, à son retour, le roi mort, le 28 août. Louis II de France, son second fils, roi de Saxe, averti par le prélat des mauvais desseins de Charles, semit sur ses gardes, et, ayant, ramassé des troupes, marcha contré lui, et le battit près d'Andernach.
Il mourut le 11 septembre 889 à Cologne et fut inhumé dans la vieille cathédrale Hildebold. 

### Source
- L'Art de vérifier les dates, publié en 1750 par Charles Clémencet, avec la collaboration de Maur Dantine et d'Ursin Durand.